# 梁小虹
梁小虹（1955年—），汉族，中华人民共和国政治人物、第十一届全国政协委员。
加入中国共产党，担任中国航天科技集团公司一院党委书记兼副院长。2008年，当选第十一届全国政协委员，代表中国科学技术协会，分入第二十三组。